# ローナ・レイヴァー
ローナ・レイヴァー（Lorna Raver, 1943年10月9日 - 2025年5月12日）は、アメリカ合衆国の女優。オーディオブックのナレーターとしても知られている。
老婆役でサム・ライミ監督の『スペル』に出演。

## 略歴
ペンシルバニア州生まれ。
2025年5月12日、81歳で死去。

## 出演作品

### テレビドラマ
- ER緊急救命室 ER （1996年） ゲスト出演
- ヤング・アンド・ザ・レストレス The Young and the Restless （1997年/2006年 - 2007年） ゲスト出演
- ビバリーヒルズ高校白書 Beverly Hills, 90210 （1997年） ゲスト出演
- ギルモア・ガールズ Gilmore Girls （2001年） ゲスト出演
- スタートレック:ヴォイジャー Star Trek: Voyager （2001年） ゲスト出演
- チャームド Charmed （2002年） ゲスト出演
- コールドケース 迷宮事件簿 Cold Case （2004年） ゲスト出演
- デスパレートな妻たち Desperate Housewives （2004年） ゲスト出演
- ボストン・リーガル Boston Legal （2006年） ゲスト出演
- One Tree Hill One Tree Hill （2009年） ゲスト出演
- グレイズ・アナトミー Grey's Anatomy (2013年)　ゲスト出演

### 映画
- 微笑みがえし Opportunity Knocks （1990年）
- 連鎖犯罪/逃げられない女 Freeway （1996年）
- スペル Drag Me to Hell （2009年）
- アーマード 武装地帯 Armored (2009)
- 恐怖ノ黒電話 The Caller （2011年）
- Rushlights （2013年）
- シンドバッド～新たなる航海～ Sinbad: The Fifth Voyage (2014年)